# 中央研究院院士
中央研究院院士為中央研究院之榮譽頭銜，也是中華民國的最高學術榮譽，但並非職務。

## 職權
中央研究院院士僅為榮譽，平常並無任何職務或實質酬勞，兩年一次的院士會議則為院士唯一需要出席的活動。雖然院士並不擔任中研院任何職務，但許多院士是在中研院擔任研究員時當選，或是當選後兼任研究員或通信研究員。所以院士同時擔任研究員的比率相當高。

## 選舉
中央研究院院士具有中華民國國單一國籍或雙重國籍（名譽院士除外）係由院士會議選舉選出，每二年選出一次，原分為數理科學、生命科學、人文及社會科學三組（2001年以前分別稱「數理組」、「生物組」、「人文組」），2014年起從數理科學組中分出工程科學組，每次新任院士名額至多40位，每組至多十位。院士候選人可以由各大學院校、學會、研究機關、中研院院士或評議員提名，2023年起候選人需在表格上增填國籍，由中華民國內政部協助審認國籍以確認符合《中央研究院組織法》第4條的院士條件，之後經過評議會以通信方式無記名投票進入「初步名單」。之後評議會會再於會中投票，決定正式的院士候選人，並於院士會議中投票選舉。
中央研究院院士於1948年在中國大陸選出中央研究院第一屆院士後，受到國共內戰的影響，遷徙至台灣的中央研究院，於1958年才選出第二屆院士。第一屆院士中，只有少部分隨國民政府遷至台灣。

## 現任院士名錄
2019年，中研院現有院士277人，其中數理科學組65人、工程科學組60人、生命科學組96人、人文及社會科學組56人（國內93人、國外168人、中國大陸及港澳地區16人）。
2024年7月4日，中研院於第35次（第34屆）院士會議後記者會上發布最終選舉結果，院內原有院士271人（現擴增至299人），其中數理科學組增至73人、工程科學組66人、生命科學組99人、人文及社會科學組61人。
| 當選屆數 | 當選日期  | 組別             | 姓名     | 性別 | 當選年齡 | 出生           | 專長                                                                               |
| -------- | --------- | ---------------- | -------- | ---- | -------- | -------------- | ---------------------------------------------------------------------------------- |
| 第02屆   | 1958年4月 | 數理科學組       | 楊振寧   | 男   | 36       | 1922年9月22日  | 物理                                                                               |
| 第08屆   | 1970年7月 | 人文及社會科學組 | 鄒至莊   | 男   | 41       | 1929年12月25日 | 經濟學                                                                             |
| 第08屆   | 1970年7月 | 工程科學組       | 葉玄     | 男   | 54       | 1916年12月1日  | 工程科學                                                                           |
| 第11屆   | 1976年7月 | 人文及社會科學組 | 刁錦寰   | 男   | 43       | 1933年11月8日  | 統計學                                                                             |
| 第11屆   | 1976年7月 | 生命科學組       | 錢煦     | 男   | 45       | 1931年6月23日  | 醫學生理、生理學及藥理學、生物醫學工程學                                           |
| 第11屆   | 1976年7月 | 數理科學組       | 丁肇中   | 男   | 40       | 1936年1月27日  | 粒子物理                                                                           |
| 第12屆   | 1978年7月 | 數理科學組       | 鄭洪     | 男   | 41       | 1937年3月2日   | 理論物理；小說作家(紅塵裡的黑尊、南京不哭)                                         |
| 第13屆   | 1980年7月 | 生命科學組       | 何潛     | 男   | 46       | 1934年10月23日 | 生物化學                                                                           |
| 第13屆   | 1980年7月 | 數理科學組       | 李遠哲   | 男   | 44       | 1936年11月29日 | 化學                                                                               |
| 第13屆   | 1980年7月 | 數理科學組       | 項武忠   | 男   | 45       | 1935年7月12日  | 數學                                                                               |
| 第14屆   | 1982年7月 | 人文及社會科學組 | 劉遵義   | 男   | 38       | 1944年12月12日 | 經濟發展、經濟增長、包括中國在內的東亞經濟                                         |
| 第14屆   | 1982年7月 | 生命科學組       | 王倬     | 男   | 46       | 1936年11月18日 | 生物化學、分子生物學                                                               |
| 第14屆   | 1982年7月 | 生命科學組       | 黃周汝吉 | 女   | 50       | 1932年4月2日   | 生物化學、分子生物學、腫瘤學、藥理學                                               |
| 第14屆   | 1982年7月 | 工程科學組       | 韋潛光   | 男   | 52       | 1930年12月7日  | 化學、工程科學                                                                     |
| 第15屆   | 1984年7月 | 生命科學組       | 吳成文   | 男   | 46       | 1938年6月19日  | 生物化學、細胞及發展生物學、醫療遺傳學、血液學、腫瘤學                             |
| 第15屆   | 1984年7月 | 生命科學組       | 彭汪嘉康 | 女   | 52       | 1932年9月19日  | 醫學遺傳學、血液學、腫瘤學                                                         |
| 第15屆   | 1984年7月 | 數理科學組       | 丘成桐   | 男   | 35       | 1949年4月4日   | 數學、物理                                                                         |
| 第16屆   | 1986年7月 | 生命科學組       | 羅浩     | 男   | 49       | 1937年5月28日  | 細胞及分子神經科學、神經藥理學、系統神經科學                                       |
| 第17屆   | 1988年7月 | 生命科學組       | 簡悅威   | 男   | 52       | 1936年6月11日  | 遺傳學、血液學                                                                     |
| 第17屆   | 1988年7月 | 生命科學組       | 蔡南海   | 男   | 44       | 1944年4月8日   | 細胞生物學、發展生物學、植物生物學                                                 |
| 第17屆   | 1988年7月 | 數理科學組       | 朱經武   | 男   | 47       | 1941年12月2日  | 應用物理科學、物理                                                                 |
| 第18屆   | 1990年7月 | 人文及社會科學組 | 陶晉生   | 男   | 57       | 1933年5月23日  | 歷史學                                                                             |
| 第18屆   | 1990年7月 | 生命科學組       | 錢澤南   | 男   | 41       | 1949年9月22日  | 分子生物學                                                                         |
| 第18屆   | 1990年7月 | 生命科學組       | 黃詩厚   | 女   | 51       | 1939年3月22日  | 微生物學、生物化學學(病毒學)                                                       |
| 第18屆   | 1990年7月 | 工程科學組       | 孔祥重   | 男   | 44       | 1945年11月9日  | 計算機科學                                                                         |
| 第18屆   | 1990年7月 | 數理科學組       | 沈元壤   | 男   | 55       | 1935年3月25日  | 應用物理科學                                                                       |
| 第18屆   | 1990年7月 | 工程科學組       | 卓以和   | 男   | 53       | 1937年7月10日  | 應用物理科學、工程科學                                                             |
| 第18屆   | 1990年7月 | 工程科學組       | 韓光渭   | 男   | 60       | 1930年1月29日  | 工程科學                                                                           |
| 第18屆   | 1990年7月 | 數理科學組       | 鄧大量   | 男   | 53       | 1937年7月3日   | 地球物理、地理、應用數學科學                                                       |
| 第18屆   | 1990年7月 | 工程科學組       | 許靖華   | 男   | 61       | 1929年1月7日   | 地球科學                                                                           |
| 第19屆   | 1992年7月 | 人文及社會科學組 | 杜正勝   | 男   | 48       | 1944年6月10日  | 歷史學                                                                             |
| 第19屆   | 1992年7月 | 人文及社會科學組 | 王士元   | 男   | 59       | 1933年8月14日  | 語言學、認知演化                                                                   |
| 第19屆   | 1992年7月 | 人文及社會科學組 | 王賡武   | 男   | 62       | 1930年10月9日  | 歷史學、人類學、政治學                                                             |
| 第19屆   | 1992年7月 | 人文及社會科學組 | 張玉法   | 男   | 56       | 1936年12月28日 | 歷史學(中國近代史)                                                                 |
| 第19屆   | 1992年7月 | 生命科學組       | 徐立之   | 男   | 42       | 1950年12月21日 | 人類遺傳疾病、基因組研究                                                           |
| 第19屆   | 1992年7月 | 生命科學組       | 賴明詔   | 男   | 50       | 1942年9月8日   | 微生物學                                                                           |
| 第19屆   | 1992年7月 | 生命科學組       | 廖一久   | 男   | 56       | 1936年11月4日  | 水產養殖學、水族生態學、栽培漁業學、水產養殖管理學                                 |
| 第19屆   | 1992年7月 | 數理科學組       | 崔琦     | 男   | 53       | 1939年2月28日  | 物理、應用物理科學                                                                 |
| 第19屆   | 1992年7月 | 工程科學組       | 楊祖佑   | 男   | 52       | 1940年11月29日 | 航太工程                                                                           |
| 第19屆   | 1992年7月 | 工程科學組       | 王佑曾   | 男   | 58       | 1934年12月24日 | 計算機及資訊科學、工程科學                                                         |
| 第19屆   | 1992年7月 | 數理科學組       | 劉太平   | 男   | 47       | 1945年11月18日 | 偏微分方程、震波理論、動力學                                                       |
| 第19屆   | 1992年7月 | 工程科學組       | 王義翹   | 男   | 56       | 1936年3月12日  | 生物科技、生化工程                                                                 |
| 第19屆   | 1992年7月 | 工程科學組       | 梅強中   | 男   | 57       | 1935年4月4日   | 工程科學、應用數學科學                                                             |
| 第19屆   | 1992年7月 | 工程科學組       | 方復     | 男   | 62       | 1930年9月11日  | 物理、應用物理科學、工程科學                                                       |
| 第20屆   | 1994年7月 | 人文及社會科學組 | 金耀基   | 男   | 59       | 1935年2月14日  | 社會學                                                                             |
| 第20屆   | 1994年7月 | 人文及社會科學組 | 曾志朗   | 男   | 50       | 1944年9月8日   | 認知心理學、神經語言學、記憶、閱讀歷程及注意                                       |
| 第20屆   | 1994年7月 | 人文及社會科學組 | 林毓生   | 男   | 60       | 1934年8月7日   | 中國思想史                                                                         |
| 第20屆   | 1994年7月 | 生命科學組       | 李遠川   | 男   | 62       | 1932年3月30日  | 生物化學、糖科學                                                                   |
| 第20屆   | 1994年7月 | 生命科學組       | 李文華   | 男   | 44       | 1950年6月1日   | 生物化學、細胞生物學、腫瘤生物學                                                   |
| 第20屆   | 1994年7月 | 生命科學組       | 伍焜玉   | 男   | 53       | 1941年7月6日   | 血管及幹細胞生物學、血液學、腫瘤學                                                 |
| 第20屆   | 1994年7月 | 生命科學組       | 周昌弘   | 男   | 52       | 1942年9月5日   | 植物生態學、植物化學生態學、分子生態學                                             |
| 第20屆   | 1994年7月 | 生命科學組       | 鄭永齊   | 男   | 50       | 1944年12月29日 | 生理學、藥理學、醫學遺傳學、血液學、腫瘤學、醫學生理學、新陳代謝                   |
| 第20屆   | 1994年7月 | 數理科學組       | 毛河光   | 男   | 53       | 1941年6月18日  | 地球物理學、地質學                                                                 |
| 第20屆   | 1994年7月 | 數理科學組       | 朱棣文   | 男   | 46       | 1948年2月28日  | 物理、應用物理科學                                                                 |
| 第20屆   | 1994年7月 | 數理科學組       | 李雅達   | 男   | 48       | 1946年9月8日   | 凝聚態理論物理學、高溫超導                                                         |
| 第20屆   | 1994年7月 | 數理科學組       | 翁啟惠   | 男   | 46       | 1948年8月3日   | 化學生物學、合成有機化學                                                           |
| 第21屆   | 1996年7月 | 人文及社會科學組 | 劉翠溶   | 女   | 55       | 1941年12月5日  | 歷史學                                                                             |
| 第21屆   | 1996年7月 | 人文及社會科學組 | 郝延平   | 男   | 62       | 1934年12月22日 | 歷史學                                                                             |
| 第21屆   | 1996年7月 | 人文及社會科學組 | 蕭政     | 男   | 53       | 1943年6月27日  | 經濟學                                                                             |
| 第21屆   | 1996年7月 | 生命科學組       | 陳良博   | 男   | 53       | 1943年8月23日  | 細胞生物學                                                                         |
| 第21屆   | 1996年7月 | 生命科學組       | 莊明哲   | 男   | 65       | 1931年11月16日 | 遺傳學、醫療遺傳學、系統神經科學                                                   |
| 第21屆   | 1996年7月 | 生命科學組       | 錢永佑   | 男   | 51       | 1945年3月3日   | 生物物理                                                                           |
| 第21屆   | 1996年7月 | 生命科學組       | 林榮耀   | 男   | 62       | 1934年5月27日  | 生物化學、基因體學、蛋白質體學                                                     |
| 第21屆   | 1996年7月 | 生命科學組       | 何英剛   | 男   | 57       | 1939年5月7日   | 藥理學、神經科學、生物化學                                                         |
| 第21屆   | 1996年7月 | 工程科學組       | 黎念之   | 男   | 64       | 1932年12月25日 | 化學工程、工程科學                                                                 |
| 第21屆   | 1996年7月 | 數理科學組       | 崔章琪   | 男   | 59       | 1937年7月16日  | 凝態物理、超導                                                                     |
| 第21屆   | 1996年7月 | 工程科學組       | 胡流源   | 男   | 54       | 1942年6月3日   | 工程科學、生物力學、組織工程                                                       |
| 第22屆   | 1998年7月 | 人文及社會科學組 | 朱敬一   | 男   | 43       | 1955年10月29日 | 經濟學、法律學                                                                     |
| 第22屆   | 1998年7月 | 人文及社會科學組 | 林南     | 男   | 60       | 1938年8月21日  | 社會學                                                                             |
| 第22屆   | 1998年7月 | 生命科學組       | 葉公杼   | 女   | 51       | 1947年1月20日  | 神經生理學                                                                         |
| 第22屆   | 1998年7月 | 生命科學組       | 詹裕農   | 男   | 52       | 1946年12月20日 | 神經生理學                                                                         |
| 第22屆   | 1998年7月 | 生命科學組       | 李文雄   | 男   | 56       | 1942年9月22日  | 演化生物學、遺傳學、基因體研究                                                     |
| 第22屆   | 1998年7月 | 生命科學組       | 何大一   | 男   | 46       | 1952年11月3日  | 免疫學、微生物學、傳染病學                                                         |
| 第22屆   | 1998年7月 | 生命科學組       | 龔行健   | 男   | 51       | 1947年12月24日 | 生物化學、微生物學、分子遺傳學                                                     |
| 第22屆   | 1998年7月 | 生命科學組       | 陳建仁   | 男   | 47       | 1951年6月6日   | 流行病學、人類遺傳學、公共衛生、預防醫學                                           |
| 第22屆   | 1998年7月 | 數理科學組       | 吳茂昆   | 男   | 49       | 1949年12月6日  | 應用物理科學、物理                                                                 |
| 第22屆   | 1998年7月 | 工程科學組       | 薩支唐   | 男   | 66       | 1932年11月10日 | 物理、應用物理科學、工程科學                                                       |
| 第22屆   | 1998年7月 | 工程科學組       | 林耕華   | 男   | 60       | 1938年1月11日  | 光電科技                                                                           |
| 第22屆   | 1998年7月 | 工程科學組       | 劉兆漢   | 男   | 59       | 1939年1月3日   | 工程科學、地球物理學、無線電科學                                                   |
| 第22屆   | 1998年7月 | 數理科學組       | 沈呂九   | 男   | 60       | 1938年4月28日  | 物理、應用物理科學                                                                 |
| 第22屆   | 1998年7月 | 工程科學組       | 何志明   | 男   | 53       | 1945年8月16日  | 工程科學                                                                           |
| 第22屆   | 1998年7月 | 數理科學組       | 彭旭明   | 男   | 49       | 1949年3月2日   | 化學                                                                               |
| 第22屆   | 1998年7月 | 數理科學組       | 林長壽   | 男   | 47       | 1951年4月17日  | 數學                                                                               |
| 第22屆   | 1998年7月 | 工程科學組       | 陳惠發   | 男   | 62       | 1936年12月23日 | 工程科學                                                                           |
| 第23屆   | 2000年7月 | 人文及社會科學組 | 夏伯嘉   | 男   | 45       | 1955年11月15日 | 歷史學                                                                             |
| 第23屆   | 2000年7月 | 人文及社會科學組 | 李龍飛   | 男   | 52       | 1948年5月5日   | 經濟學、經濟計量學、統計學                                                         |
| 第23屆   | 2000年7月 | 人文及社會科學組 | 鄭錦全   | 男   | 64       | 1936年12月30日 | 語言學                                                                             |
| 第23屆   | 2000年7月 | 生命科學組       | 王惠鈞   | 男   | 55       | 1945年11月29日 | 結構生物、生物物理、生物化學                                                       |
| 第23屆   | 2000年7月 | 生命科學組       | 蒲慕明   | 男   | 52       | 1948年10月31日 | 細胞及分子神經科學                                                                 |
| 第23屆   | 2000年7月 | 生命科學組       | 沈哲鯤   | 男   | 51       | 1949年7月29日  | 細胞及發展生物學、分子遺傳學、醫藥遺傳學                                           |
| 第23屆   | 2000年7月 | 生命科學組       | 劉昉     | 男   | 51       | 1949年7月28日  | 癌症藥理學、癌症學                                                                 |
| 第23屆   | 2000年7月 | 生命科學組       | 曹文凱   | 男   | 54       | 1946年10月23日 | 醫學、分子生物學                                                                   |
| 第23屆   | 2000年7月 | 生命科學組       | 林重慶   | 男   | 57       | 1943年3月16日  | 癌症研究                                                                           |
| 第23屆   | 2000年7月 | 生命科學組       | 吳妍華   | 女   | 52       | 1948年2月11日  | 生物化學、微生物學、細胞及分子生物學、分子病毒學                                   |
| 第23屆   | 2000年7月 | 生命科學組       | 廖運範   | 男   | 58       | 1942年8月15日  | 內科學、肝臟病學                                                                   |
| 第23屆   | 2000年7月 | 工程科學組       | 姚期智   | 男   | 54       | 1946年12月24日 | 計算機原理                                                                         |
| 第23屆   | 2000年7月 | 數理科學組       | 李太楓   | 男   | 52       | 1948年7月5日   | 天文物理學、地球化學                                                               |
| 第23屆   | 2000年7月 | 數理科學組       | 陳建德   | 男   | 47       | 1953年5月23日  | 物理                                                                               |
| 第23屆   | 2000年7月 | 數理科學組       | 吳建福   | 男   | 51       | 1949年1月15日  | 應用數學科學(統計)、工程科學(品質工程及工業工程)                                   |
| 第23屆   | 2000年7月 | 工程科學組       | 虞華年   | 男   | 71       | 1929年1月17日  | 工程科學                                                                           |
| 第23屆   | 2000年7月 | 數理科學組       | 林明璋   | 男   | 64       | 1936年10月24日 | 物理化學(化學動力學、燃燒推進化學、物質科學、可再生能量研究、第一原理分子軌域計算) |
| 第23屆   | 2000年7月 | 工程科學組       | 蔡振水   | 男   | 65       | 1935年11月3日  | 工程科學、應用物理科學                                                             |
| 第24屆   | 2002年7月 | 人文及社會科學組 | 李歐梵   | 男   | 60       | 1942年10月10日 | 現代中國文學                                                                       |
| 第24屆   | 2002年7月 | 人文及社會科學組 | 蔡瑞胸   | 男   | 51       | 1951年12月8日  | 統計學、管理學、經濟學                                                             |
| 第24屆   | 2002年7月 | 人文及社會科學組 | 管中閔   | 男   | 46       | 1956年8月15日  | 經濟學                                                                             |
| 第24屆   | 2002年7月 | 生命科學組       | 洪明奇   | 男   | 52       | 1950年9月4日   | 細胞及分子生物學、腫瘤學                                                           |
| 第24屆   | 2002年7月 | 生命科學組       | 梁賡義   | 男   | 51       | 1951年9月7日   | 統計遺傳學、遺傳流行病學                                                           |
| 第24屆   | 2002年7月 | 生命科學組       | 陳景虹   | 女   | 60       | 1942年1月29日  | 細胞及分子神經科學、生理學及藥理學、生物化學                                       |
| 第24屆   | 2002年7月 | 生命科學組       | 潘玉華   | 女   | 52       | 1950年12月11日 | 癌症生物學、癌症遺傳學                                                             |
| 第24屆   | 2002年7月 | 生命科學組       | 賀端華   | 男   | 54       | 1948年10月1日  | 植物生物學                                                                         |
| 第24屆   | 2002年7月 | 生命科學組       | 陳垣崇   | 男   | 54       | 1948年9月24日  | 遺傳醫學                                                                           |
| 第24屆   | 2002年7月 | 數理科學組       | 朱國瑞   | 男   | 60       | 1942年10月10日 | 物理、應用物理科學                                                                 |
| 第24屆   | 2002年7月 | 數理科學組       | 姚鴻澤   | 男   | 43       | 1959年6月29日  | 數學物理                                                                           |
| 第24屆   | 2002年7月 | 工程科學組       | 王文一   | 男   | 49       | 1953年6月11日  | 應用物理科學、工程科學                                                             |
| 第24屆   | 2002年7月 | 工程科學組       | 郭位     | 男   | 51       | 1951年1月5日   | 工程科學、可靠度工程                                                               |
| 第24屆   | 2002年7月 | 數理科學組       | 李羅權   | 男   | 55       | 1947年4月20日  | 物理、地球物理學                                                                   |
| 第24屆   | 2002年7月 | 數理科學組       | 趙午     | 男   | 53       | 1949年7月2日   | 物理、應用物理科學                                                                 |
| 第24屆   | 2002年7月 | 工程科學組       | 杜經寧   | 男   | 65       | 1937年12月30日 | 薄膜材料                                                                           |
| 第25屆   | 2004年7月 | 人文及社會科學組 | 王德威   | 男   | 50       | 1954年11月6日  | 文學                                                                               |
| 第25屆   | 2004年7月 | 人文及社會科學組 | 謝宇     | 男   | 45       | 1959年10月12日 | 社會學、統計學、教育學                                                             |
| 第25屆   | 2004年7月 | 人文及社會科學組 | 陳永發   | 男   | 60       | 1944年9月1日   | 歷史學                                                                             |
| 第25屆   | 2004年7月 | 人文及社會科學組 | 羅聞全   | 男   | 44       | 1960年4月18日  | 經濟學、財務學                                                                     |
| 第25屆   | 2004年7月 | 人文及社會科學組 | 王汎森   | 男   | 46       | 1958年10月25日 | 歷史學                                                                             |
| 第25屆   | 2004年7月 | 生命科學組       | 吳仲義   | 男   | 50       | 1954年5月3日   | 演化生物學、遺傳學                                                                 |
| 第25屆   | 2004年7月 | 生命科學組       | 張文昌   | 男   | 57       | 1947年11月28日 | 前列腺素、訊息傳遞、基因調控、抗炎藥理學                                           |
| 第25屆   | 2004年7月 | 生命科學組       | 王寬     | 男   | 59       | 1945年9月9日   | 肌肉生物和生理學、肌肉疾病、收縮系統的結構生物學、肌肉蛋白質體學和奈米技術學       |
| 第25屆   | 2004年7月 | 數理科學組       | 蕭蔭堂   | 男   | 61       | 1943年5月6日   | 數學                                                                               |
| 第25屆   | 2004年7月 | 工程科學組       | 毛昭憲   | 男   | 65       | 1939年1月10日  | 應用數學科學、應用物理科學、工程科學                                               |
| 第25屆   | 2004年7月 | 工程科學組       | 胡正明   | 男   | 57       | 1947年7月12日  | 應用物理科學、工程科學                                                             |
| 第25屆   | 2004年7月 | 工程科學組       | 黃鍔     | 男   | 67       | 1937年11月26日 | 工程科學、應用數學科學、應用物理科學                                               |
| 第25屆   | 2004年7月 | 工程科學組       | 胡玲     | 女   | 57       | 1947年5月15日  | 微電子科學技術                                                                     |
| 第25屆   | 2004年7月 | 數理科學組       | 劉國平   | 男   | 55       | 1949年1月25日  | 化學、物理                                                                         |
| 第25屆   | 2004年7月 | 工程科學組       | 李德財   | 男   | 57       | 1947年4月5日   | 計算機及資訊科學                                                                   |
| 第26屆   | 2006年7月 | 人文及社會科學組 | 李壬癸   | 男   | 70       | 1936年9月20日  | 語言學(臺灣南島語言研究之父)                                                       |
| 第26屆   | 2006年7月 | 人文及社會科學組 | 黃一農   | 男   | 50       | 1956年4月26日  | 歷史學、考古學、宗教學                                                             |
| 第26屆   | 2006年7月 | 生命科學組       | 吳以仲   | 男   |          |                | 分子細胞學                                                                         |
| 第26屆   | 2006年7月 | 生命科學組       | 姚孟肇   | 男   | 57       | 1949年3月21日  | 染色體結構與功能、核仁功能、基因體不穩定性                                         |
| 第26屆   | 2006年7月 | 生命科學組       | 莊德茂   | 男   | 64       | 1942年         | 神經藥理學、神經退化性疾病及精神性疾病的神經生物學                                 |
| 第26屆   | 2006年7月 | 生命科學組       | 葉篤行   | 男   |          |                | 心臟病學、醫療生理學及新陳代謝                                                     |
| 第26屆   | 2006年7月 | 生命科學組       | 陳培哲   | 男   | 51       | 1955年         | 微生物學、醫療遺傳學、血液學、腫瘤學、消化內科                                     |
| 第26屆   | 2006年7月 | 生命科學組       | 楊泮池   | 男   | 52       | 1954年2月8日   | 細胞及發展生物學、醫療遺傳學、血液學、腫瘤學                                       |
| 第26屆   | 2006年7月 | 工程科學組       | 范良士   | 男   |          |                | 化學工程、工程科學                                                                 |
| 第26屆   | 2006年7月 | 工程科學組       | 劉必治   | 男   | 72       | 1934年         | 信號處理及多媒體技術                                                               |
| 第26屆   | 2006年7月 | 工程科學組       | 陳力俊   | 男   | 60       | 1946年8月31日  | 工程科學、應用物理科學                                                             |
| 第26屆   | 2006年7月 | 工程科學組       | 莊炳湟   | 男   |          |                | 計算機及資訊科學、應用數學科學                                                     |
| 第27屆   | 2008年7月 | 數理科學組       | 雷干城   | 男   | 59       | 1949年         | 物理、應用物理                                                                     |
| 第27屆   | 2008年7月 | 工程科學組       | 黃煦濤   | 男   | 72       | 1936年6月26日  | 信號處理及圖形分析                                                                 |
| 第27屆   | 2008年7月 | 工程科學組       | 舒維都   | 男   | 62       | 1946年         | 語言科技、人機互動、電腦科學                                                       |
| 第27屆   | 2008年7月 | 工程科學組       | 楊祖保   | 男   | 66       | 1942年         | 化學工程                                                                           |
| 第27屆   | 2008年7月 | 工程科學組       | 李雄武   | 男   | 68       | 1940年         | 電磁學與無線電科學                                                                 |
| 第27屆   | 2008年7月 | 數理科學組       | 賀曾樸   | 男   | 57       | 1951年4月12日  | 電波天文學、干涉法、光譜學、恆星與行星形成、鄰近星系、星系中心                     |
| 第27屆   | 2008年7月 | 數理科學組       | 伊林     | 男   | 57       | 1951年4月19日  | 物理                                                                               |
| 第27屆   | 2008年7月 | 數理科學組       | 李遠鵬   | 男   | 56       | 1952年         | 物理化學                                                                           |
| 第27屆   | 2008年7月 | 生命科學組       | 蔡立慧   | 女   | 48       | 1960年3月18日  | 細胞生物學、遺傳學、分子生物學                                                     |
| 第27屆   | 2008年7月 | 生命科學組       | 鍾正明   | 男   | 56       | 1952年         | 幹細胞學、發生學、皮膚生物學                                                       |
| 第27屆   | 2008年7月 | 生命科學組       | 趙華     | 男   | 61       | 1947年         | 結構和計算生物物理學                                                               |
| 第27屆   | 2008年7月 | 生命科學組       | 沈正韻   | 女   | 51       | 1957年2月20日  | 植物分子生物學                                                                     |
| 第27屆   | 2008年7月 | 生命科學組       | 劉鴻文   | 男   | 56       | 1952年         | 化學生物學、生物有機化學                                                           |
| 第27屆   | 2008年7月 | 人文及社會科學組 | 段錦泉   | 男   | 52       | 1956年         | 財務與計量經濟學                                                                   |
| 第27屆   | 2008年7月 | 人文及社會科學組 | 黃進興   | 男   | 58       | 1950年         | 歷史學                                                                             |
| 第27屆   | 2008年7月 | 人文及社會科學組 | 王平     | 男   | 51       | 1957年         | 經濟學                                                                             |
| 第27屆   | 2008年7月 | 人文及社會科學組 | 張廣達   | 男   | 77       | 1931年         | 中亞文化史、中外文化交流                                                           |
| 第28屆   | 2010年7月 | 人文及社會科學組 | 梁其姿   | 女   | 57       | 1953年         | 歷史                                                                               |
| 第28屆   | 2010年7月 | 人文及社會科學組 | 何大安   | 男   | 62       | 1948年9月22日  | 歷史語言學                                                                         |
| 第28屆   | 2010年7月 | 人文及社會科學組 | 邢義田   | 男   | 63       | 1947年         | 歷史學                                                                             |
| 第28屆   | 2010年7月 | 人文及社會科學組 | 黃樹民   | 男   | 65       | 1945年         | 社會與文化人類學、永續農業發展、醫療與健康                                         |
| 第28屆   | 2010年7月 | 數理科學組       | 王永雄   | 男   | 57       | 1953年         | 統計理論暨方法、計算生物                                                           |
| 第28屆   | 2010年7月 | 工程科學組       | 孟懷縈   | 女   | 49       | 1961年1月17日  | 無線通信與數位信號處理                                                             |
| 第28屆   | 2010年7月 | 數理科學組       | 馮又嫦   | 女   | 61       | 1949年         | 大氣科學、氣候變遷、全球碳循環                                                     |
| 第28屆   | 2010年7月 | 數理科學組       | 王瑜     | 女   | 67       | 1943年         | 化學、結晶學、電子密度分析                                                         |
| 第28屆   | 2010年7月 | 數理科學組       | 李世昌   | 男   | 58       | 1952年5月25日  | 粒子物理                                                                           |
| 第28屆   | 2010年7月 | 數理科學組       | 翁玉林   | 男   | 64       | 1946年         | 大氣化學與環境變遷                                                                 |
| 第28屆   | 2010年7月 | 數理科學組       | 翟敬立   | 男   | 54       | 1956年         | 數學（算術代數幾何）                                                               |
| 第28屆   | 2010年7月 | 生命科學組       | 王學荊   | 男   | 73       | 1937年         | 細胞信號傳導、細胞調控、蛋白酶學、蛋白激酶及蛋白磷酸酶、細胞鈣研究                 |
| 第28屆   | 2010年7月 | 生命科學組       | 王陸海   | 男   | 63       | 1947年         | 腫瘤學、細胞轉化與信息傳導                                                         |
| 第28屆   | 2010年7月 | 生命科學組       | 陳仲瑄   | 男   | 62       | 1948年         | 物理生物科技                                                                       |
| 第29屆   | 2012年7月 | 人文及社會科學組 | 石守謙   | 男   | 61       | 1951年6月8日   | 藝術史學                                                                           |
| 第29屆   | 2012年7月 | 人文及社會科學組 | 謝長泰   | 男   | 42       | 1970年         | 經濟發展與成長                                                                     |
| 第29屆   | 2012年7月 | 人文及社會科學組 | 范劍青   | 男   | 50       | 1962年         | 計量經濟學、金融學、統計學                                                         |
| 第29屆   | 2012年7月 | 工程科學組       | 李澤元   | 男   | 66       | 1946年4月28日  | 電力電子、類比電子、高頻電能轉換和系統集成技術                                     |
| 第29屆   | 2012年7月 | 工程科學組       | 張懋中   | 男   | 61       | 1951年         | 異質結電晶體與高頻及混合信號電路在通信、聯結與影像系統之應用                       |
| 第29屆   | 2012年7月 | 數理科學組       | 張翔     | 男   | 49       | 1963年         | 光電材料                                                                           |
| 第29屆   | 2012年7月 | 數理科學組       | 劉紹臣   | 男   | 68       | 1944年4月26日  | 環境科學、大氣科學                                                                 |
| 第29屆   | 2012年7月 | 數理科學組       | 張聖容   | 女   | 64       | 1948年         | 微分幾何、偏微分方程                                                               |
| 第29屆   | 2012年7月 | 數理科學組       | 李克昭   | 男   | 59       | 1953年         | 數理統計、高維數據、生物資訊                                                       |
| 第29屆   | 2012年7月 | 數理科學組       | 于靖     | 男   | 63       | 1949年7月6日   | 數學(數論及算術幾何)                                                               |
| 第29屆   | 2012年7月 | 生命科學組       | 劉扶東   | 男   | 64       | 1948年         | 過敏、免疫、醣類生物學、皮膚學                                                     |
| 第29屆   | 2012年7月 | 生命科學組       | 鄭淑珍   | 女   | 57       | 1955年         | 生化、分子生物                                                                     |
| 第29屆   | 2012年7月 | 生命科學組       | 吳春放   | 男   | 65       | 1947年         | 神經科學、神經生理學、神經遺傳學                                                   |
| 第29屆   | 2012年7月 | 生命科學組       | 余淑美   | 女   | 60       | 1952年11月     | 植物分子生物學、農業生物科技                                                       |
| 第29屆   | 2012年7月 | 生命科學組       | 蔡明道   | 男   | 62       | 1950年9月      | 生物磷酸鹽酵素學、訊息傳遞、化學與結構生物學、核磁共振                             |
| 第29屆   | 2012年7月 | 生命科學組       | 魏福全   | 男   | 67       | 1945年         | 醫學/顯微重建及異體複合組織移植                                                    |
| 第30屆   | 2014年7月 | 數理科學組       | 何文程   | 男   | 61       | 1953年         | 表面化學與物理學                                                                   |
| 第30屆   | 2014年7月 | 數理科學組       | 周美吟   | 女   | 56       | 1958年         | 凝態物理理論                                                                       |
| 第30屆   | 2014年7月 | 工程科學組       | 劉錦川   | 男   | 77       | 1937年         | 材料科學                                                                           |
| 第30屆   | 2014年7月 | 數理科學組       | 張益唐   | 男   | 59       | 1955年         | 數學                                                                               |
| 第30屆   | 2014年7月 | 工程科學組       | 林本堅   | 男   | 72       | 1942年         | 微影技術、傅立葉光學、半導體製程技術                                               |
| 第30屆   | 2014年7月 | 工程科學組       | 陳剛     | 男   | 50       | 1964年         | 納米傳熱與能源技術                                                                 |
| 第30屆   | 2014年7月 | 工程科學組       | 何文壽   | 男   | 71       | 1943年         | 化學工程、工程科學、化學                                                           |
| 第30屆   | 2014年7月 | 生命科學組       | 周芷     | 女   | 71       | 1943年         | 分子病毒學及生物化學                                                               |
| 第30屆   | 2014年7月 | 生命科學組       | 丁邦容   | 女   | 61       | 1953年         | 免疫                                                                               |
| 第30屆   | 2014年7月 | 生命科學組       | 裴正康   | 男   | 63       | 1951年         | 小兒癌症                                                                           |
| 第30屆   | 2014年7月 | 生命科學組       | 廖俊智   | 男   | 56       | 1958年         | 代謝系统改造、合成生物學、系统生物學、微生物合成燃料                               |
| 第30屆   | 2014年7月 | 生命科學組       | 江安世   | 男   | 56       | 1958年         | 腦神經科學、神經基因學、生物影像                                                   |
| 第30屆   | 2014年7月 | 生命科學組       | 張美惠   | 女   | 65       | 1949年         | 兒科學、兒童胃腸肝膽學、肝炎、癌症預防                                             |
| 第30屆   | 2014年7月 | 生命科學組       | 高德輝   | 男   | 63       | 1951年         | 植物分子生物及遺傳學                                                               |
| 第30屆   | 2014年7月 | 人文及社會科學組 | 李惠儀   | 女   | 55       | 1959年         | 中國文學                                                                           |
| 第30屆   | 2014年7月 | 人文及社會科學組 | 王明珂   | 男   | 62       | 1952年         | 歷史學、歷史人類學                                                                 |
| 第30屆   | 2014年7月 | 人文及社會科學組 | 臧振華   | 男   | 67       | 1947年         | 考古學                                                                             |
| 第31屆   | 2016年7月 | 數理科學組       | 江台章   | 男   | 67       | 1949年         | 凝態物理、表面科學、同步輻射                                                       |
| 第31屆   | 2016年7月 | 數理科學組       | 葉永烜   | 男   | 69       | 1947年         | 行星科學、太空物理及天文物理                                                       |
| 第31屆   | 2016年7月 | 數理科學組       | 鍾孫霖   | 男   | 57       | 1959年         | 地質學、岩石成因學、地球化學動力學                                                 |
| 第31屆   | 2016年7月 | 數理科學組       | 鄭清水   | 男   | 66       | 1950年         | 數理統計、實驗設計                                                                 |
| 第31屆   | 2016年7月 | 數理科學組       | 牟中原   | 男   | 66       | 1950年         | 非均相觸媒、孔洞材料、奈米生物醫學、統計力學                                       |
| 第31屆   | 2016年7月 | 數理科學組       | 金芳蓉   | 女   | 67       | 1949年         | 數學                                                                               |
| 第31屆   | 2016年7月 | 工程科學組       | 楊威迦   | 男   | 61       | 1955年         | 航空太空推進與動力、燃燒、能量工程                                                 |
| 第31屆   | 2016年7月 | 工程科學組       | 劉立方   | 男   | 70       | 1946年         | 海岸工程、海浪與海嘯力學                                                           |
| 第31屆   | 2016年7月 | 工程科學組       | 陳陽闓   | 男   | 63       | 1953年         | 高速半導體光電和無線集成電路與通訊技術                                             |
| 第31屆   | 2016年7月 | 工程科學組       | 王康隆   | 男   | 75       | 1941年         | 自旋電子學、半導體電子學與奈米技術                                                 |
| 第31屆   | 2016年7月 | 工程科學組       | 李琳山   | 男   | 64       | 1952年         | 語音訊號之電腦處理                                                                 |
| 第31屆   | 2016年7月 | 工程科學組       | 戴聿昌   | 男   | 57       | 1959年         | 微機電系統、感應器、微型全功能分析系統、醫學元件與人體植入器                       |
| 第31屆   | 2016年7月 | 生命科學組       | 張元豪   | 男   | 44       | 1972年         | 非編碼核醣核酸、基因體學、再生醫學                                                 |
| 第31屆   | 2016年7月 | 生命科學組       | 歐競雄   | 男   | 62       | 1954年         | 病毒學、致癌病毒學、細胞自噬、細胞訊息傳導                                         |
| 第31屆   | 2016年7月 | 生命科學組       | 吳子丑   | 男   | 59       | 1957年         | 分子病毒學、分子病理學、治療型子宮頸癌疫苗                                         |
| 第31屆   | 2016年7月 | 生命科學組       | 楊秋忠   | 男   | 68       | 1948年         | 土壤環境微生物及生化、土壤-微生物-植物關係                                         |
| 第31屆   | 2016年7月 | 生命科學組       | 陳鈴津   | 女   | 73       | 1943年         | 腫瘤免疫學與癌症免疫治療、腫瘤幹細胞生物學、轉譯醫學、臨床癌症學                   |
| 第31屆   | 2016年7月 | 人文及社會科學組 | 孫康宜   | 女   | 72       | 1944年         | 中國古典文學、比較詩學、比較文化評論、文化理論、美國性別研究                       |
| 第31屆   | 2016年7月 | 人文及社會科學組 | 黃正德   | 男   | 68       | 1948年         | 語言學(語法理論)                                                                   |
| 第31屆   | 2016年7月 | 人文及社會科學組 | 吳玉山   | 男   | 58       | 1958年         | 政治學與國際關係                                                                   |
| 第32屆   | 2018年7月 | 數理科學組       | 錢嘉陵   | 男   | 76       | 1942年         | 凝態物理、奈米結構、自旋電子學                                                     |
| 第32屆   | 2018年7月 | 數理科學組       | 王寳貫   | 男   | 69       | 1949年         | 大氣科學                                                                           |
| 第32屆   | 2018年7月 | 數理科學組       | 鄭建鴻   | 男   | 69       | 1949年         | 有機金屬催化、有機光電材料                                                         |
| 第32屆   | 2018年7月 | 數理科學組       | 李定國   | 男   | 69       | 1949年         | 理論凝態物理                                                                       |
| 第32屆   | 2018年7月 | 工程科學組       | 梁錦榮   | 男   | 63       | 1955年         | 生物材料、奈米醫學、基因編輯及組織工程                                             |
| 第32屆   | 2018年7月 | 工程科學組       | 何德仲   | 男   | 69       | 1949年         | 化學工程、碳氫化合物的催化轉化                                                     |
| 第32屆   | 2018年7月 | 工程科學組       | 張世富   | 男   | 55       | 1963年         | 多媒體信息搜索、計算機視覺、機器學習、信號處理                                     |
| 第32屆   | 2018年7月 | 工程科學組       | 盧志遠   | 男   | 68       | 1950年         | 半導體技術、積體電路工程、應用物理科學                                             |
| 第32屆   | 2018年7月 | 工程科學組       | 王中林   | 男   | 57       | 1961年         | 材料科學和奈米技術                                                                 |
| 第32屆   | 2018年7月 | 生命科學組       | 郭沛恩   | 男   | 62       | 1956年         | 基因體醫學、皮膚醫學                                                               |
| 第32屆   | 2018年7月 | 生命科學組       | 汪育理   | 男   | 67       | 1951年         | 細胞生物學：細胞力學、細胞骨架、細胞運動、細胞分裂、細胞顯像                       |
| 第32屆   | 2018年7月 | 生命科學組       | 傅嫈惠   | 女   | 60       | 1958年         | 人類遺傳學、神經科學                                                               |
| 第32屆   | 2018年7月 | 生命科學組       | 葉錫東   | 男   | 66       | 1952年         | 植物病毒學、植物遺傳工程、植物病理學                                               |
| 第32屆   | 2018年7月 | 生命科學組       | 陳列平   | 男   | 59       | 1957年         | 免疫學、腫瘤學                                                                     |
| 第32屆   | 2018年7月 | 生命科學組       | 鍾邦柱   | 女   | 66       | 1952年         | 類固醇研究、分子內分泌、發育生物、斑馬魚與小鼠動物模式                             |
| 第32屆   | 2018年7月 | 人文及社會科學組 | 杜維明   | 男   | 78       | 1940年         | 中國哲學、儒家哲學、宗教學、比較哲學、文明對話                                     |
| 第32屆   | 2018年7月 | 人文及社會科學組 | 高彥頤   | 女   | 61       | 1957年         | 明清文化史、婦女研究、科技史、藝術史                                               |
| 第32屆   | 2018年7月 | 人文及社會科學組 | 孫天心   | 男   | 62       | 1956年         | 語言學                                                                             |
| 第32屆   | 2018年7月 | 人文及社會科學組 | 于君方   | 女   | 80       | 1938年         | 漢傳佛教、宗教學                                                                   |
| 第32屆   | 2018年7月 | 人文及社會科學組 | 鄭毓瑜   | 女   | 59       | 1959年         | 中國詩學、中國文學批評、辭賦學                                                     |
| 第33屆   | 2022年7月 | 數理科學組       | 王建玲   | 女   | 69       | 1953年         | 數理統計、存活分析、函數型數據分析、存活分析和縱向數據的聯合模型                   |
| 第33屆   | 2022年7月 | 數理科學組       | 王慕道   | 男   | 56       | 1966年         | 幾何分析與廣義相對論                                                               |
| 第33屆   | 2022年7月 | 數理科學組       | 林麗瓊   | 女   | 63       | 1959年         | 凝態物理、材料科學、奈米科學、光電與能源                                           |
| 第33屆   | 2022年7月 | 數理科學組       | 陳騮     | 男   | 76       | 1966年         | 電漿物理和太空物理                                                                 |
| 第33屆   | 2022年7月 | 數理科學組       | 彭仁傑   | 男   | 73       | 1966年         | 核子及粒子物理，質子及原子核的反夸克結構，基本對稱，微中子物理                     |
| 第33屆   | 2022年7月 | 工程科學組       | 安介南   | 男   | 75       | 1947年         | 生物力學，生物醫學工程，骨科、復健領域                                             |
| 第33屆   | 2022年7月 | 工程科學組       | 吳詩聰   | 男   | 69       | 1953年         | 顯示科學及技術                                                                     |
| 第33屆   | 2022年7月 | 工程科學組       | 郭宗杰   | 男   | 65       | 1957年         | 多媒體計算與數據科學及工程                                                         |
| 第33屆   | 2022年7月 | 工程科學組       | 陳自強   | 男   | 71       | 1951年         | 半導體微電子研究暨技術開發                                                         |
| 第33屆   | 2022年7月 | 工程科學組       | 蘇玉本   | 男   | 76       | 1946年         | 航空太空推進，動力，與系統工程                                                     |
| 第33屆   | 2022年7月 | 生命科學組       | 司徒惠康 | 男   | 60       | 1962年         | 自體免疫疾病致病機轉之剖析，免疫調節及基因操控，轉譯醫學                           |
| 第33屆   | 2022年7月 | 生命科學組       | 吳慶明   | 男   | 51       | 1971年         | 心血管疾病、幹細胞、基因體學、精準醫學、藥物開發                                   |
| 第33屆   | 2022年7月 | 生命科學組       | 林昭庚   | 男   | 75       | 1947年         | 中國傳統醫藥-針灸、中醫及中西醫結合研究                                            |
| 第33屆   | 2022年7月 | 生命科學組       | 林慧觀   | 男   | 51       | 1971年         | 癌症生物學，訊號傳導，細胞代謝，泛素化                                             |
| 第33屆   | 2022年7月 | 生命科學組       | 施明哲   | 男   | 69       | 1953年         | 植物分子生理、基因體學                                                             |
| 第33屆   | 2022年7月 | 生命科學組       | 唐堂     | 男   | 66       | 1956年         | 分子細胞生物學/人類遺傳學                                                          |
| 第33屆   | 2022年7月 | 人文及社會科學組 | 李怡庭   | 女   | 58       | 1956年         | 貨幣理論、銀行與金融與市場、總體經濟理論                                           |
| 第33屆   | 2022年7月 | 人文及社會科學組 | 李豐楙   | 男   | 75       | 1947年         | 道教文化、道教文學、華人宗教                                                       |
| 第33屆   | 2022年7月 | 人文及社會科學組 | 歐陽文津 | 女   | 62       | 1960年         | 文學，阿拉伯文學，比較文學，世界文學                                               |
| 第33屆   | 2022年7月 | 人文及社會科學組 | 何德華   | 男   | 61       | 1961年         | 經濟                                                                               |
| 第34屆   | 2024年7月 | 數理科學組       | 王金龍   | 男   | 56       | 1968年         | 代數幾何，微分幾何                                                                 |
| 第34屆   | 2024年7月 | 數理科學組       | 邢泰侖   | 男   | 69       | 1955年         | 極值理論，函數數據分析，時間序列分析，空間統計學                                   |
| 第34屆   | 2024年7月 | 數理科學組       | 金政     | 男   | 53       | 1971年         | 原子物理                                                                           |
| 第34屆   | 2024年7月 | 數理科學組       | 洪上程   | 男   | 59       | 1965年         | 醣化學、有機化學、化學生物學                                                       |
| 第34屆   | 2024年7月 | 數理科學組       | 馬中珮   | 女   | 59       | 1965年         | 天文物理及宇宙學                                                                   |
| 第34屆   | 2024年7月 | 數理科學組       | 陳鎮東   | 男   | 75       | 1949年         | 海洋化學、全球變遷、海水酸化                                                       |
| 第34屆   | 2024年7月 | 數理科學組       | 葉乃裳   | 女   | 63       | 1961年         | 實驗凝聚態物理；量子材料；納米科學；奈米科技                                       |
| 第34屆   | 2024年7月 | 數理科學組       | 蔡兆申   | 男   | 72       | 1952年         | 低温固態物理                                                                       |
| 第34屆   | 2024年7月 | 工程科學組       | 史維     | 男   | 69       | 1955年         | 航空太空氣動力學、仿生流體力學、計算力學、噴射推進                                 |
| 第34屆   | 2024年7月 | 工程科學組       | 余振華   | 男   | 69       | 1955年         | 研發先進半導體製程，研發先進封裝與異質系統整合製程                                 |
| 第34屆   | 2024年7月 | 工程科學組       | 李建平   | 男   | 75       | 1949年         | 半導體元件及物理, 光電元件及物理, 半導體奈米結構物理                               |
| 第34屆   | 2024年7月 | 工程科學組       | 金智潔   | 女   | 60       | 1964年         | 半導體科技                                                                         |
| 第34屆   | 2024年7月 | 工程科學組       | 傅立倫   | 男   | 74       | 1950年         | 物理海洋學、海洋雷達遙感                                                           |
| 第34屆   | 2024年7月 | 工程科學組       | 楊陽     | 男   | 66       | 1958年         | 下一世代薄膜太陽能電池、有機/鈣鈦礦光電材料及元件，金屬氧化物晶體管                |
| 第34屆   | 2024年7月 | 工程科學組       | 葉均蔚   | 男   | 70       | 1954年         | 高熵合金及材料、輕合金材料、鍍膜科技、製造科技                                     |
| 第34屆   | 2024年7月 | 工程科學組       | 裴有康   | 男   | 75       | 1949年         | 機械工程，環境科學與工程，氣膠/微粒                                                |
| 第34屆   | 2024年7月 | 生命科學組       | 李純慧   | 女   | 60       | 1964年         | 表觀遺傳學、RNA生物學、X染色體失活                                                 |
| 第34屆   | 2024年7月 | 生命科學組       | 張大元   | 男   | 79       | 1945年         | 膽固醇代謝調控於人類健康與疾病的角色                                               |
| 第34屆   | 2024年7月 | 生命科學組       | 黃金生   | 男   | 64       | 1960年         | 神經科學                                                                           |
| 第34屆   | 2024年7月 | 生命科學組       | 楊長賢   | 男   | 66       | 1958年         | 植物分子發育、蘭花生技                                                             |
| 第34屆   | 2024年7月 | 生命科學組       | 廖敏妃   | 女   | 57       | 1967年         | 神經外科、神經科學、腫瘤、免疫學、免疫治療                                         |
| 第34屆   | 2024年7月 | 生命科學組       | 蔡宜芳   | 女   | 60       | 1964年         | 植物分子生物、植物營養學、電生理、細胞膜生物學                                     |
| 第34屆   | 2024年7月 | 人文及社會科學組 | 王澤鑑   | 男   | 86       | 1938年         | 民事法學、法學方法論                                                               |
| 第34屆   | 2024年7月 | 人文及社會科學組 | 李艷惠   | 女   | 70       | 1954年         | 語言學                                                                             |
| 第34屆   | 2024年7月 | 人文及社會科學組 | 柯志明   | 男   | 68       | 1956年         | 歷史社會學、發展社會學、農民研究、工業與勞動關係                                   |
| 第34屆   | 2024年7月 | 人文及社會科學組 | 彭信坤   | 男   | 68       | 1956年         | 區域經濟，國際貿易                                                                 |
| 第34屆   | 2024年7月 | 人文及社會科學組 | 楊儒賓   | 男   | 68       | 1956年         | 宋明理學、道家哲學、身體理論、神話思想                                             |
| 第34屆   | 2024年7月 | 人文及社會科學組 | 蕭高彥   | 男   | 63       | 1961年         | 政治思想史                                                                         |

## 已故院士名錄
2009年10月29日，在第一屆中央研究院院士貝時璋去世之後，於1948年同年當選的第一屆中研院院士皆全已逝世。
2019年，中研院已故院士計226人，其中數理科學組79人、工程科學組6人、生命科學組62人、人文及社會科學組80人。
至2025年8月3日止，中研院已故院士計263人，其中數理科學組91人、工程科學組13人、生命科學組73人、人文及社會科學組86人
| 當選屆數 | 當選日期  | 組別             | 姓名       | 性別 | 當選年齡 | 出生           | 逝世                    |
| -------- | --------- | ---------------- | ---------- | ---- | -------- | -------------- | ----------------------- |
| 第01屆   | 1948年4月 | 生命科學組       | 貝時璋     | 男   | 45       | 1903年10月10日 | 2009年10月29日（106歲） |
| 第01屆   | 1948年4月 | 人文及社會科學組 | 王世       | 男   | 57       | 1891年3月10日  | 1981年4月21日（90歲）   |
| 第01屆   | 1948年4月 | 生命科學組       | 王家楫     | 男   | 50       | 1898年5月5日   | 1976年12月19日（78歲）  |
| 第01屆   | 1948年4月 | 人文及社會科學組 | 王寵惠     | 男   | 67       | 1881年12月1日  | 1958年3月15日（76歲）   |
| 第01屆   | 1948年4月 | 生命科學組       | 伍獻文     | 男   | 48       | 1900年3月15日  | 1985年4月3日（85歲）    |
| 第01屆   | 1948年4月 | 數理科學組       | 朱家驊     | 男   | 55       | 1893年5月30日  | 1964年1月13日（70歲）   |
| 第01屆   | 1948年4月 | 人文及社會科學組 | 嘉錫       | 男   | 64       | 1884年2月9日   | 1955年1月23日（70歲）   |
| 第01屆   | 1948年4月 | 數理科學組       | 吳大猷     | 男   | 41       | 1907年9月29日  | 2000年3月4日（92歲）    |
| 第01屆   | 1948年4月 | 數理科學組       | 吳有訓     | 男   | 51       | 1897年4月2日   | 1977年11月30日（80歲）  |
| 第01屆   | 1948年4月 | 生命科學組       | 吳定良     | 男   | 55       | 1893年1月5日   | 1969年3月24日（76歲）   |
| 第01屆   | 1948年4月 | 人文及社會科學組 | 吳敬恆     | 男   | 83       | 1865年3月25日  | 1953年10月30日（88歲）  |
| 第01屆   | 1948年4月 | 數理科學組       | 吳學周     | 男   | 46       | 1902年9月20日  | 1983年10月31日（81歲）  |
| 第01屆   | 1948年4月 | 數理科學組       | 吳憲       | 男   | 55       | 1893年11月24日 | 1959年8月8日（65歲）    |
| 第01屆   | 1948年4月 | 人文及社會科學組 | 李方桂     | 男   | 46       | 1902年8月20日  | 1987年8月21日（85歲）   |
| 第01屆   | 1948年4月 | 數理科學組       | 李四光     | 男   | 59       | 1889年11月18日 | 1971年4月29日（81歲）   |
| 第01屆   | 1948年4月 | 生命科學組       | 李先聞     | 男   | 46       | 1902年11月9日  | 1976年7月4日（73歲）    |
| 第01屆   | 1948年4月 | 生命科學組       | 李宗恩     | 男   | 54       | 1894年9月10日  | 1962年1月1日（67歲）    |
| 第01屆   | 1948年4月 | 數理科學組       | 李書華     | 男   | 58       | 1890年2月10日  | 1979年7月5日（89歲）    |
| 第01屆   | 1948年4月 | 人文及社會科學組 | 李濟       | 男   | 52       | 1896年7月12日  | 1979年8月1日（83歲）    |
| 第01屆   | 1948年4月 | 生命科學組       | 汪敬熙     | 男   | 52       | 1896年7月7日   | 1968年6月20日（71歲）   |
| 第01屆   | 1948年4月 | 數理科學組       | 周仁       | 男   | 56       | 1892年8月5日   | 1973年12月3日（81歲）   |
| 第01屆   | 1948年4月 | 人文及社會科學組 | 周鯁生     | 男   | 59       | 1889年3月6日   | 1971年4月20日（82歲）   |
| 第01屆   | 1948年4月 | 生命科學組       | 林可勝     | 男   | 51       | 1897年10月15日 | 1969年7月8日（71歲）    |
| 第01屆   | 1948年4月 | 生命科學組       | 秉志       | 男   | 59       | 1889年4月9日   | 1965年2月21日（75歲）   |
| 第01屆   | 1948年4月 | 數理科學組       | 竺可楨     | 男   | 58       | 1890年3月8日   | 1974年2月6日（83歲）    |
| 第01屆   | 1948年4月 | 人文及社會科學組 | 金岳霖     | 男   | 53       | 1895年7月14日  | 1984年10月19日（89歲）  |
| 第01屆   | 1948年4月 | 數理科學組       | 侯德榜     | 男   | 58       | 1890年8月9日   | 1974年8月26日（84歲）   |
| 第01屆   | 1948年4月 | 生命科學組       | 俞大紱     | 男   | 47       | 1901年2月19日  | 1993年5月15日（92歲）   |
| 第01屆   | 1948年4月 | 數理科學組       | 姜立夫     | 男   | 58       | 1890年7月4日   | 1978年2月3日（87歲）    |
| 第01屆   | 1948年4月 | 人文及社會科學組 | 柳詒徵     | 男   | 68       | 1880年2月5日   | 1956年2月3日（75歲）    |
| 第01屆   | 1948年4月 | 生命科學組       | 胡先驌     | 男   | 54       | 1894年5月24日  | 1968年7月16日（74歲）   |
| 第01屆   | 1948年4月 | 人文及社會科學組 | 胡適       | 男   | 57       | 1891年12月17日 | 1962年2月24日（70歲）   |
| 第01屆   | 1948年4月 | 數理科學組       | 茅以昇     | 男   | 52       | 1896年1月29日  | 1989年11月12日（93歲）  |
| 第01屆   | 1948年4月 | 生命科學組       | 殷宏章     | 男   | 40       | 1908年10月1日  | 1992年11月30日（84歲）  |
| 第01屆   | 1948年4月 | 數理科學組       | 翁文灝     | 男   | 59       | 1889年7月26日  | 1971年1月29日（81歲）   |
| 第01屆   | 1948年4月 | 生命科學組       | 袁貽瑾     | 男   | 49       | 1899年10月30日 | 2003年3月22日（103歲）  |
| 第01屆   | 1948年4月 | 人文及社會科學組 | 馬寅初     | 男   | 66       | 1882年6月24日  | 1982年5月10日（99歲）   |
| 第01屆   | 1948年4月 | 人文及社會科學組 | 張元濟     | 男   | 81       | 1867年10月25日 | 1959年8月14日（91歲）   |
| 第01屆   | 1948年4月 | 生命科學組       | 張孝騫     | 男   | 51       | 1897年12月28日 | 1987年8月8日（89歲）    |
| 第01屆   | 1948年4月 | 生命科學組       | 張景鉞     | 男   | 53       | 1895年10月29日 | 1975年4月2日（79歲）    |
| 第01屆   | 1948年4月 | 人文及社會科學組 | 梁思永     | 男   | 44       | 1904年11月13日 | 1954年4月2日（49歲）    |
| 第01屆   | 1948年4月 | 人文及社會科學組 | 梁思成     | 男   | 47       | 1901年4月20日  | 1972年1月9日（70歲）    |
| 第01屆   | 1948年4月 | 數理科學組       | 莊長恭     | 男   | 54       | 1894年12月25日 | 1962年2月15日（67歲）   |
| 第01屆   | 1948年4月 | 數理科學組       | 許寶騄     | 男   | 38       | 1910年9月1日   | 1970年12月18日（60歲）  |
| 第01屆   | 1948年4月 | 人文及社會科學組 | 郭沫若     | 男   | 56       | 1892年11月16日 | 1978年6月12日（85歲）   |
| 第01屆   | 1948年4月 | 生命科學組       | 陳克恢     | 男   | 50       | 1898年2月26日  | 1981年11月4日（83歲）   |
| 第01屆   | 1948年4月 | 人文及社會科學組 | 陳垣       | 男   | 68       | 1880年11月12日 | 1971年6月21日（90歲）   |
| 第01屆   | 1948年4月 | 數理科學組       | 陳省身     | 男   | 37       | 1911年10月28日 | 2004年12月3日（93歲）   |
| 第01屆   | 1948年4月 | 人文及社會科學組 | 陳寅恪     | 男   | 58       | 1890年7月3日   | 1969年10月7日（79歲）   |
| 第01屆   | 1948年4月 | 生命科學組       | 陳楨       | 男   | 54       | 1894年2月8日   | 1957年11月30日（63歲）  |
| 第01屆   | 1948年4月 | 人文及社會科學組 | 陳達       | 男   | 56       | 1892年4月4日   | 1975年1月16日（82歲）   |
| 第01屆   | 1948年4月 | 人文及社會科學組 | 陶孟和     | 男   | 60       | 1888年11月5日  | 1960年4月17日（71歲）   |
| 第01屆   | 1948年4月 | 數理科學組       | 淩鴻勛     | 男   | 54       | 1894年4月15日  | 1981年8月15日（87歲）   |
| 第01屆   | 1948年4月 | 人文及社會科學組 | 傅斯年     | 男   | 52       | 1896年3月26日  | 1950年12月20日（54歲）  |
| 第01屆   | 1948年4月 | 數理科學組       | 曾昭掄     | 男   | 49       | 1899年5月25日  | 1967年12月8日（68歲）   |
| 第01屆   | 1948年4月 | 人文及社會科學組 | 湯用彤     | 男   | 55       | 1893年6月21日  | 1964年5月1日（70歲）    |
| 第01屆   | 1948年4月 | 生命科學組       | 湯佩松     | 男   | 45       | 1903年11月12日 | 2001年9月6日（97歲）    |
| 第01屆   | 1948年4月 | 生命科學組       | 童第周     | 男   | 46       | 1902年5月28日  | 1979年3月31日（76歲）   |
| 第01屆   | 1948年4月 | 數理科學組       | 華羅庚     | 男   | 38       | 1910年11月12日 | 1985年6月12日（74歲）   |
| 第01屆   | 1948年4月 | 人文及社會科學組 | 馮友蘭     | 男   | 53       | 1895年12月4日  | 1990年11月26日（94歲）  |
| 第01屆   | 1948年4月 | 生命科學組       | 馮德培     | 男   | 41       | 1907年2月20日  | 1995年4月10日（88歲）   |
| 第01屆   | 1948年4月 | 數理科學組       | 黃汲清     | 男   | 44       | 1904年3月30日  | 1995年3月22日（90歲）   |
| 第01屆   | 1948年4月 | 人文及社會科學組 | 楊樹達     | 男   | 63       | 1885年6月1日   | 1956年2月14日（70歲）   |
| 第01屆   | 1948年4月 | 數理科學組       | 楊鍾健     | 男   | 51       | 1897年6月1日   | 1979年1月15日（81歲）   |
| 第01屆   | 1948年4月 | 數理科學組       | 葉企孫     | 男   | 50       | 1898年7月16日  | 1977年1月13日（78歲）   |
| 第01屆   | 1948年4月 | 人文及社會科學組 | 董作賓     | 男   | 53       | 1895年3月20日  | 1963年11月23日（68歲）  |
| 第01屆   | 1948年4月 | 人文及社會科學組 | 趙元任     | 男   | 56       | 1892年11月3日  | 1982年2月24日（89歲）   |
| 第01屆   | 1948年4月 | 數理科學組       | 趙忠堯     | 男   | 46       | 1902年6月27日  | 1998年5月28日（95歲）   |
| 第01屆   | 1948年4月 | 生命科學組       | 蔡翹       | 男   | 51       | 1897年10月11日 | 1990年7月29日（92歲）   |
| 第01屆   | 1948年4月 | 生命科學組       | 鄧叔群     | 男   | 46       | 1902年12月12日 | 1970年5月10日（67歲）   |
| 第01屆   | 1948年4月 | 人文及社會科學組 | 蕭公權     | 男   | 51       | 1897年11月29日 | 1981年11月4日（83歲）   |
| 第01屆   | 1948年4月 | 生命科學組       | 錢崇澍     | 男   | 64       | 1884年11月11日 | 1965年12月28日（81歲）  |
| 第01屆   | 1948年4月 | 人文及社會科學組 | 錢端升     | 男   | 48       | 1900年2月25日  | 1990年1月21日（89歲）   |
| 第01屆   | 1948年4月 | 生命科學組       | 戴芳瀾     | 男   | 55       | 1893年5月4日   | 1973年1月3日（79歲）    |
| 第01屆   | 1948年4月 | 數理科學組       | 謝家榮     | 男   | 50       | 1898年9月7日   | 1966年8月14日（67歲）   |
| 第01屆   | 1948年4月 | 數理科學組       | 薩本棟     | 男   | 46       | 1902年7月24日  | 1949年1月31日（46歲）   |
| 第01屆   | 1948年4月 | 生命科學組       | 羅宗洛     | 男   | 50       | 1898年8月2日   | 1978年10月26日（80歲）  |
| 第01屆   | 1948年4月 | 數理科學組       | 嚴濟慈     | 男   | 48       | 1900年12月4日  | 1996年11月2日（95歲）   |
| 第01屆   | 1948年4月 | 數理科學組       | 蘇步青     | 男   | 46       | 1902年9月23日  | 2003年3月17日（100歲）  |
| 第01屆   | 1948年4月 | 數理科學組       | 饒毓泰     | 男   | 57       | 1891年12月1日  | 1968年10月16日（76歲）  |
| 第01屆   | 1948年4月 | 人文及社會科學組 | 顧頡剛     | 男   | 55       | 1893年5月8日   | 1980年12月25日（87歲）  |
| 第02屆   | 1958年4月 | 生命科學組       | 王世濬     | 男   | 48       | 1910年1月25日  | 1993年6月6日（83歲）    |
| 第02屆   | 1958年4月 | 數理科學組       | 朱蘭成     | 男   | 45       | 1913年8月24日  | 1973年12月31日（60歲）  |
| 第02屆   | 1958年4月 | 數理科學組       | 吳健雄     | 女   | 46       | 1912年5月30日  | 1997年2月16日（84歲）   |
| 第02屆   | 1958年4月 | 生命科學組       | 李卓皓     | 男   | 45       | 1913年4月21日  | 1987年11月28日（74歲）  |
| 第02屆   | 1958年4月 | 數理科學組       | 林致平     | 男   | 49       | 1909年7月7日   | 1993年2月22日（83歲）   |
| 第02屆   | 1958年4月 | 人文及社會科學組 | 姚從吾     | 男   | 64       | 1894年10月7日  | 1970年4月15日（75歲）   |
| 第02屆   | 1958年4月 | 人文及社會科學組 | 勞榦       | 男   | 51       | 1907年1月13日  | 2003年8月30日（96歲）   |
| 第02屆   | 1958年4月 | 生命科學組       | 趙連芳     | 男   | 64       | 1894年5月6日   | 1968年5月7日（74歲）    |
| 第02屆   | 1958年4月 | 數理科學組       | 潘貫       | 男   | 51       | 1907年5月29日  | 1974年9月2日（67歲）    |
| 第02屆   | 1958年4月 | 人文及社會科學組 | 蔣廷黻     | 男   | 63       | 1895年12月7日  | 1965年10月9日（69歲）   |
| 第02屆   | 1958年4月 | 人文及社會科學組 | 蔣碩傑     | 男   | 40       | 1918年6月27日  | 1993年10月21日（75歲）  |
| 第02屆   | 1958年4月 | 數理科學組       | 林家翹     | 男   | 42       | 1916年7月7日   | 2013年1月13日（96歲）   |
| 第02屆   | 1958年4月 | 數理科學組       | 李政道     | 男   | 31       | 1926年11月24日 | 2024年8月24日（97歲）   |
| 第03屆   | 1959年4月 | 生命科學組       | 王世中     | 男   | 46       | 1913年7月1日   | 1985年1月8日( 71歲 )    |
| 第03屆   | 1959年4月 | 生命科學組       | 汪厥明     | 男   | 62       | 1897年10月12日 | 1978年1月16日（80歲）   |
| 第03屆   | 1959年4月 | 數理科學組       | 周煒良     | 男   | 48       | 1911年10月1日  | 1995年8月10日（83歲）   |
| 第03屆   | 1959年4月 | 數理科學組       | 范緒筠     | 男   | 47       | 1912年7月15日  | 2001年5月31日（88歲）   |
| 第03屆   | 1959年4月 | 人文及社會科學組 | 凌純聲     | 男   | 58       | 1901年3月8日   | 1978年7月21日（77歲）   |
| 第03屆   | 1959年4月 | 數理科學組       | 袁家騮     | 男   | 47       | 1912年4月5日   | 2003年2月11日（90歲）   |
| 第03屆   | 1959年4月 | 人文及社會科學組 | 楊聯陞     | 男   | 45       | 1914年6月4日   | 1990年11月16日（76歲）  |
| 第03屆   | 1959年4月 | 人文及社會科學組 | 劉大中     | 男   | 45       | 1914年10月27日 | 1975年8月14日（60歲）   |
| 第03屆   | 1959年4月 | 數理科學組       | 顧毓琇     | 男   | 57       | 1902年12月24日 | 2002年9月9日（99歲）    |
| 第04屆   | 1962年2月 | 數理科學組       | 任之恭     | 男   | 54       | 1908年8月15日  | 1995年11月19日（87歲）  |
| 第04屆   | 1962年2月 | 人文及社會科學組 | 何廉       | 男   | 67       | 1895年         | 1975年7月5日 (80歲)     |
| 第04屆   | 1962年2月 | 生命科學組       | 李景均     | 男   | 50       | 1912年10月27日 | 2003年10月20日（90歲）  |
| 第04屆   | 1962年2月 | 數理科學組       | 柏實義     | 男   | 49       | 1913年9月30日  | 1996年5月23日（82歲）   |
| 第04屆   | 1962年2月 | 數理科學組       | 梅貽琦     | 男   | 73       | 1889年12月29日 | 1962年5月19日（72歲）   |
| 第04屆   | 1962年2月 | 人文及社會科學組 | 陳槃       | 男   | 57       | 1905年2月2日   | 1999年2月7日（94歲）    |
| 第04屆   | 1962年2月 | 數理科學組       | 程毓淮     | 男   | 52       | 1910年4月1日   | 1995年2月 ( 85歲 )      |
| 第05屆   | 1964年9月 | 數理科學組       | 王憲鍾     | 男   | 45       | 1919年4月18日  | 1978年6月25日（59歲）   |
| 第05屆   | 1964年9月 | 數理科學組       | 朱汝瑾     | 男   | 45       | 1919年12月14日 | 2000年11月15日（80歲）  |
| 第05屆   | 1964年9月 | 生命科學組       | 李惠林     | 男   | 53       | 1911年7月15日  | 2002年12月18日（91歲）  |
| 第05屆   | 1964年9月 | 人文及社會科學組 | 周法高     | 男   | 49       | 1915年9月29日  | 1994年6月25日（78歲）   |
| 第05屆   | 1964年9月 | 數理科學組       | 錢思亮     | 男   | 56       | 1908年2月10日  | 1983年9月15日（75歲）   |
| 第05屆   | 1964年9月 | 數理科學組       | 樊（土畿） | 男   | 50       | 1914年9月19日  | 2010年3月22日（95歲）   |
| 第06屆   | 1966年7月 | 人文及社會科學組 | 何炳棣     | 男   | 49       | 1917年4月6日   | 2012年6月7日（95歲）    |
| 第06屆   | 1966年7月 | 人文及社會科學組 | 邢慕寰     | 男   | 51       | 1915年8月1日   | 1999年10月30日（84歲）  |
| 第06屆   | 1966年7月 | 數理科學組       | 胡世楨     | 男   | 52       | 1914年10月9日  | 1999年5月26日（84歲）   |
| 第06屆   | 1966年7月 | 人文及社會科學組 | 高去尋     | 男   | 56       | 1910年7月1日   | 1991年10月29日（81歲）  |
| 第06屆   | 1966年7月 | 數理科學組       | 張捷遷     | 男   | 53       | 1913年7月21日  | 2004年7月5日（90歲）    |
| 第06屆   | 1966年7月 | 數理科學組       | 王瑞駪     | 男   | 45       | 1921年3月16日  | 2016年1月17日（94歲）   |
| 第06屆   | 1966年7月 | 生命科學組       | 葉曙       | 男   | 57       | 1909年3月16日  | 2004年6月27日（95歲）   |
| 第06屆   | 1966年7月 | 數理科學組       | 鄧昌黎     | 男   | 39       | 1926年9月5日   | 2022年6月24日（95歲）   |
| 第07屆   | 1968年7月 | 人文及社會科學組 | 郭廷以     | 男   | 64       | 1904年1月12日  | 1975年9月14日（71歲）   |
| 第07屆   | 1968年7月 | 數理科學組       | 楊忠道     | 男   | 45       | 1923年5月4日   | 2005年9月14日（82歲）   |
| 第07屆   | 1968年7月 | 數理科學組       | 王兆振     | 男   | 54       | 1914年10月20日 | 2012年9月17日（97歲）   |
| 第07屆   | 1968年7月 | 生命科學組       | 劉占鰲     | 男   | 57       | 1911年3月17日  | 2002年2月19日（90歲）   |
| 第07屆   | 1968年7月 | 生命科學組       | 盧致德     | 男   | 67       | 1901年6月16日  | 1979年6月12日（77歲）   |
| 第07屆   | 1968年7月 | 人文及社會科學組 | 錢穆       | 男   | 73       | 1895年7月30日  | 1990年8月30日（95歲）   |
| 第07屆   | 1968年7月 | 生命科學組       | 魏火曜     | 男   | 60       | 1908年11月29日 | 1995年2月6日（86歲）    |
| 第07屆   | 1968年7月 | 人文及社會科學組 | 顧應昌     | 男   | 50       | 1918年11月22日 | 2011年6月6日（92歲）    |
| 第07屆   | 1968年7月 | 工程科學組       | 馮元楨     | 男   | 49       | 1919年9月15日  | 2019年12月15日（100歲） |
| 第08屆   | 1970年7月 | 生命科學組       | 李鎮源     | 男   | 55       | 1915年12月4日  | 2001年11月1日（85歲）   |
| 第08屆   | 1970年7月 | 人文及社會科學組 | 沈剛伯     | 男   | 74       | 1896年12月4日  | 1977年7月31日（80歲）   |
| 第08屆   | 1970年7月 | 生命科學組       | 牛滿江     | 男   | 56       | 1914年10月31日 | 2007年11月8日（93歲）   |
| 第08屆   | 1970年7月 | 數理科學組       | 易家訓     | 男   | 52       | 1918年7月25日  | 1997年4月25日（78歲）   |
| 第08屆   | 1970年7月 | 數理科學組       | 項黼宸     | 男   | 53       | 1917年1月22日  | 1990年5月7日（73歲）    |
| 第08屆   | 1970年7月 | 人文及社會科學組 | 嚴耕望     | 男   | 54       | 1916年1月28日  | 1996年10月9日（80歲）   |
| 第09屆   | 1972年7月 | 生命科學組       | 艾世勛     | 男   | 52       | 1920年9月15日  | 1999年7月8日（78歲）    |
| 第09屆   | 1972年7月 | 生命科學組       | 曹安邦     | 男   | 43       | 1929年7月17日  | 2009年12月2日（80歲）   |
| 第09屆   | 1972年7月 | 人文及社會科學組 | 屈萬里     | 男   | 65       | 1907年10月21日 | 1979年2月16日（71歲）   |
| 第09屆   | 1972年7月 | 數理科學組       | 沈申甫     | 男   | 51       | 1921年8月31日  | 2006年12月22日（85歲）  |
| 第09屆   | 1972年7月 | 數理科學組       | 林同棪     | 男   | 60       | 1912年11月14日 | 2003年11月15日（91歲）  |
| 第09屆   | 1972年7月 | 人文及社會科學組 | 費景漢     | 男   | 49       | 1923年3月11日  | 1996年7月19日（73歲）   |
| 第09屆   | 1972年7月 | 人文及社會科學組 | 張琨       | 男   | 55       | 1917年11月17日 | 2017年4月3日（99歲）    |
| 第09屆   | 1972年7月 | 數理科學組       | 竇祖烈     | 男   | 50       | 1922年8月15日  | 2002年6月22日（79歲）   |
| 第10屆   | 1974年7月 | 人文及社會科學組 | 方豪       | 男   | 64       | 1910年10月26日 | 1980年12月20日（70歲）  |
| 第10屆   | 1974年7月 | 數理科學組       | 周文德     | 男   | 55       | 1919年10月7日  | 1981年7月30日（61歲）   |
| 第10屆   | 1974年7月 | 人文及社會科學組 | 張光直     | 男   | 43       | 1931年4月15日  | 2001年1月3日（69歲）    |
| 第10屆   | 1974年7月 | 人文及社會科學組 | 蔣復璁     | 男   | 76       | 1898年11月12日 | 1990年9月21日（91歲）   |
| 第10屆   | 1974年7月 | 生命科學組       | 張伯毅     | 男   | 57       | 1917年10月10日 | 2013年7月9日（95歲）    |
| 第10屆   | 1974年7月 | 人文及社會科學組 | 英時       | 男   | 44       | 1930年1月22日  | 2021年8月1日（91歲）    |
| 第10屆   | 1974年7月 | 數理科學組       | 周元燊     | 男   | 50       | 1924年9月1日   | 2022年3月3日（97歲）    |
| 第10屆   | 1974年7月 | 生命科學組       | 郭宗德     | 男   | 57       | 1933年2月27日  | 2022年8月29日（89歲）   |
| 第11屆   | 1976年7月 | 工程科學組       | 葛守仁     | 男   | 47       | 1928年10月2日  | 2015年6月27日（86歲）   |
| 第11屆   | 1976年7月 | 生命科學組       | 南庚       | 男   | 61       | 1915年11月7日  | 1991年10月9日（75歲）   |
| 第11屆   | 1976年7月 | 人文及社會科學組 | 劉廣京     | 男   | 55       | 1921年11月14日 | 2006年9月29日（84歲）   |
| 第11屆   | 1976年7月 | 人文及社會科學組 | 陳奇祿     | 男   | 53       | 1923年4月27日  | 2014年10月6日（91歲）   |
| 第11屆   | 1976年7月 | 數理科學組       | 阮維周     | 男   | 64       | 1912年5月23日  | 1998年7月9日（86歲）    |
| 第11屆   | 1976年7月 | 生命科學組       | 張傳烱     | 男   | 47       | 1928年10月23日 | 2024年2月1日（95歲）    |
| 第12屆   | 1978年7月 | 人文及社會科學組 | 石璋如     | 男   | 73       | 1902年1月8日   | 2004年3月18日（102歲）  |
| 第12屆   | 1978年7月 | 生命科學組       | 方懷時     | 男   | 64       | 1914年11月7日  | 2012年3月26日（97歲）   |
| 第12屆   | 1978年7月 | 生命科學組       | 何曼德     | 男   | 51       | 1927年3月28日  | 2013年12月9日（86歲）   |
| 第12屆   | 1978年7月 | 生命科學組       | 彭明聰     | 男   | 61       | 1917年11月28日 | 2014年10月16日（96歲）  |
| 第12屆   | 1978年7月 | 人文及社會科學組 | 許烺光     | 男   | 69       | 1909年10月28日 | 1999年12月15日（90歲）  |
| 第12屆   | 1978年7月 | 人文及社會科學組 | 陳榮捷     | 男   | 77       | 1901年8月18日  | 1994年8月12日（92歲）   |
| 第12屆   | 1978年7月 | 數理科學組       | 傅京孫     | 男   | 48       | 1930年10月2日  | 1985年4月29日（54歲）   |
| 第12屆   | 1978年7月 | 生命科學組       | 蔡作雍     | 男   | 50       | 1928年2月17日  | 2023年12月28日（95歲）  |
| 第13屆   | 1980年7月 | 數理科學組       | 徐賢修     | 男   | 68       | 1912年9月12日  | 2001年11月17日（89歲）  |
| 第13屆   | 1980年7月 | 生命科學組       | 梁棟材     | 男   | 68       | 1916年7月10日  | 2017年6月12日（100歲）  |
| 第13屆   | 1980年7月 | 數理科學組       | 吳大峻     | 男   | 46       | 1933年12月1日  | 2025年8月3日（91歲）    |
| 第13屆   | 1980年7月 | 人文及社會科學組 | 許倬雲     | 男   | 49       | 1930年7月10日  | 2025年8月3日（95歲）    |
| 第14屆   | 1982年7月 | 生命科學組       | 吳瑞       | 男   | 54       | 1928年8月14日  | 2008年2月10日（79歲）   |
| 第14屆   | 1982年7月 | 數理科學組       | 吳賢銘     | 男   | 58       | 1923年12月5日  | 1992年10月28日（68歲）  |
| 第14屆   | 1982年7月 | 人文及社會科學組 | 芮逸夫     | 男   | 84       | 1898年5月18日  | 1991年7月7日（93歲）    |
| 第14屆   | 1982年7月 | 數理科學組       | 閻振興     | 男   | 70       | 1912年7月10日  | 2005年1月7日（92歲）    |
| 第14屆   | 1982年7月 | 數理科學組       | 楊念祖     | 男   | 54       | 1928年5月1日   | 2008年10月14日（80歲）  |
| 第14屆   | 1982年7月 | 人文及社會科學組 | 黃彰健     | 男   | 63       | 1919年2月2日   | 2009年12月29日（90歲）  |
| 第14屆   | 1982年7月 | 生命科學組       | 宋瑞樓     | 男   | 65       | 1917年8月6日   | 2013年5月26日（95歲）   |
| 第15屆   | 1984年7月 | 人文及社會科學組 | 全漢昇     | 男   | 72       | 1912年11月19日 | 2001年11月29日（89歲）  |
| 第15屆   | 1984年7月 | 人文及社會科學組 | 李亦園     | 男   | 53       | 1931年8月20日  | 2017年4月18日（85歲）   |
| 第15屆   | 1984年7月 | 生命科學組       | 歐陽兆和   | 男   | 65       | 1919年5月27日  | 2000年11月17日（81歲）  |
| 第15屆   | 1984年7月 | 工程科學組       | 吳耀祖     | 男   | 60       | 1924年3月20日  | 2023年12月16日（99歲）  |
| 第15屆   | 1984年7月 | 數理科學組       | 林聖賢     | 男   | 46       | 1937年9月17日  | 2021年11月15日（84歲）  |
| 第16屆   | 1986年7月 | 數理科學組       | 趙佩之     | 男   | 68       | 1918年12月18日 | 2011年3月3日（92歲）    |
| 第16屆   | 1986年7月 | 數理科學組       | 鮑亦興     | 男   | 56       | 1930年1月19日  | 2013年6月18日（83歲）   |
| 第16屆   | 1986年7月 | 數理科學組       | 吳京       | 男   | 52       | 1934年4月9日   | 2008年1月14日（73歲）   |
| 第16屆   | 1986年7月 | 數理科學組       | 丘應楠     | 男   | 53       | 1933年11月25日 | 2009年7月18日（75歲）   |
| 第16屆   | 1986年7月 | 人文及社會科學組 | 丁邦新     | 男   | 50       | 1936年10月15日 | 2023年1月30日（86歲）   |
| 第16屆   | 1986年7月 | 生命科學組       | 羅銅壁     | 男   | 59       | 1927年2月15日  | 2019年5月13日（92歲）   |
| 第16屆   | 1986年7月 | 生命科學組       | 黃秉乾     | 男   | 54       | 1931年7月13日  | 2020年8月3日（89歲）    |
| 第17屆   | 1988年7月 | 人文及社會科學組 | 于宗先     | 男   | 58       | 1930年9月10日  | 2019年8月3日（88歲）    |
| 第17屆   | 1988年7月 | 人文及社會科學組 | 何丙郁     | 男   | 62       | 1926年4月4日   | 2014年10月18日（88歲）  |
| 第17屆   | 1988年7月 | 人文及社會科學組 | 宋文薰     | 男   | 64       | 1924年5月14日  | 2016年4月27日（91歲）   |
| 第17屆   | 1988年7月 | 數理科學組       | 田長霖     | 男   | 53       | 1935年7月24日  | 2002年10月29日（67歲）  |
| 第17屆   | 1988年7月 | 數理科學組       | 郭曉嵐     | 男   | 73       | 1915年1月7日   | 2006年5月6日（91歲）    |
| 第17屆   | 1988年7月 | 生命科學組       | 張槐耀     | 男   | 55       | 1933年7月15日  | 1995年6月16日（61歲）   |
| 第17屆   | 1988年7月 | 工程科學組       | 田炳耕     | 男   | 69       | 1919年8月2日   | 2017年12月27日（98歲）  |
| 第17屆   | 1988年7月 | 生命科學組       | 陳長謙     | 男   | 51       | 1936年10月5日  | 2025年5月5日（88歲）    |
| 第18屆   | 1990年7月 | 人文及社會科學組 | 卞趙如蘭   | 女   | 68       | 1922年4月20日  | 2013年11月30日（91歲）  |
| 第18屆   | 1990年7月 | 人文及社會科學組 | 陳昭南     | 男   | 54       | 1936年5月1日   | 2008年10月21日（72歲）  |
| 第18屆   | 1990年7月 | 數理科學組       | 徐皆蘇     | 男   | 68       | 1922年5月27日  | 2014年7月25日（92歲）   |
| 第18屆   | 1990年7月 | 生命科學組       | 楊振忠     | 男   | 63       | 1927年7月15日  | 2005年1月20日（77歲）   |
| 第18屆   | 1990年7月 | 數理科學組       | 徐遐生     | 男   | 46       | 1943年6月2日   | 2023年4月22日（79歲）   |
| 第19屆   | 1992年7月 | 生命科學組       | 楊祥發     | 男   | 60       | 1932年11月10日 | 2007年2月12日（74歲）   |
| 第19屆   | 1992年7月 | 生命科學組       | 王正中     | 男   | 56       | 1936年2月10日  | 2017年8月22日（81歲）   |
| 第19屆   | 1992年7月 | 工程科學組       | 高錕       | 男   | 59       | 1933年11月4日  | 2018年9月23日（84歲）   |
| 第19屆   | 1992年7月 | 人文及社會科學組 | 方聞       | 男   | 62       | 1930年12月9日  | 2018年10月3日（87歲）   |
| 第19屆   | 1992年7月 | 人文及社會科學組 | 張灝       | 男   | 55       | 1937年8月24日  | 2022年4月20日（84歲）   |
| 第19屆   | 1992年7月 | 數理科學組       | 鄭天佐     | 男   | 58       | 1934年9月6日   | 2022年5月28日（87歲）   |
| 第19屆   | 1992年7月 | 生命科學組       | 陳定信     | 男   | 48       | 1943年7月6日   | 2020年6月24日（76歲）   |
| 第20屆   | 1994年7月 | 人文及社會科學組 | 麥朝成     | 男   | 51       | 1943年2月26日  | 2019年3月6日（76歲）    |
| 第20屆   | 1994年7月 | 人文及社會科學組 | 王業鍵     | 男   | 64       | 1930年5月6日   | 2014年8月14日（84歲）   |
| 第20屆   | 1994年7月 | 數理科學組       | 張立綱     | 男   | 58       | 1936年1月20日  | 2008年8月9日（72歲）    |
| 第20屆   | 1994年7月 | 數理科學組       | 厲鼎毅     | 男   | 63       | 1931年7月7日   | 2012年12月27日（81歲）  |
| 第20屆   | 1994年7月 | 生命科學組       | 王光燦     | 男   | 65       | 1929年10月19日 | 2010年12月19日（81歲）  |
| 第20屆   | 1994年7月 | 生命科學組       | 廖述宗     | 男   | 63       | 1931年1月1日   | 2014年7月20日（83歲）   |
| 第20屆   | 1994年7月 | 數理科學組       | 黎子良     | 男   | 45       | 1948年8月3日   | 2023年5月21日（74歲）   |
| 第20屆   | 1994年7月 | 工程科學組       | 湯仲良     | 男   | 60       | 1934年5月14日  | 2022年5月31日（88歲）   |
| 第20屆   | 1994年7月 | 工程科學組       | 施敏       | 男   | 58       | 1936年3月21日  | 2023年11月6日（87歲）   |
| 第20屆   | 1994年7月 | 生命科學組       | 黃以靜     | 女   | 46       | 1947年8月27日  | 2020年7月8日（72歲）    |
| 第20屆   | 1994年7月 | 人文及社會科學組 | 梅祖麟     | 男   | 61       | 1933年2月14日  | 2023年10月14日（90歲）  |
| 第21屆   | 1996年7月 | 工程科學組       | 張俊彥     | 男   | 59       | 1937年10月12日 | 2018年10月12日（81歲）  |
| 第21屆   | 1996年7月 | 數理科學組       | 朱兆凡     | 男   | 63       | 1933年5月28日  | 2012年9月8日（79歲）    |
| 第21屆   | 1996年7月 | 生命科學組       | 張德慈     | 男   | 69       | 1927年4月3日   | 2006年3月24日（78歲）   |
| 第21屆   | 1996年7月 | 數理科學組       | 林同骅     | 男   | 85       | 1911年5月26日  | 2007年6月18日（96歲）   |
| 第21屆   | 1996年7月 | 生命科學組       | 李國雄     | 男   | 56       | 1940年1月4日   | 2021年10月24日（81歲）  |
| 第22屆   | 1998年7月 | 人文及社會科學組 | 曹永和     | 男   | 78       | 1920年10月27日 | 2014年9月12日（93歲）   |
| 第22屆   | 1998年7月 | 人文及社會科學組 | 胡佛       | 男   | 66       | 1932年5月14日  | 2018年9月10日（86歲）   |
| 第22屆   | 1998年7月 | 人文及社會科學組 | 余國藩     | 男   | 60       | 1938年10月6日  | 2015年5月12日（76歲）   |
| 第22屆   | 1998年7月 | 生命科學組       | 林秋榮     | 男   | 69       | 1928年8月25日  | 2015年10月22日（87歲）  |
| 第22屆   | 1998年7月 | 數理科學組       | 魯國鏞     | 男   | 51       | 1947年10月19日 | 2016年12月16日（69歲）  |
| 第22屆   | 1998年7月 | 人文及社會科學組 | 楊國樞     | 男   | 66       | 1932年12月22日 | 2018年7月17日（85歲）   |
| 第23屆   | 2000年7月 | 人文及社會科學組 | 胡勝正     | 男   | 60       | 1940年8月5日   | 2018年7月10日（77歲）   |
| 第23屆   | 2000年7月 | 數理科學組       | 凌宏璋     | 男   | 81       | 1919年8月8日   | 2009年3月6日（89歲）    |
| 第23屆   | 2000年7月 | 人文及社會科學組 | 蕭啟慶     | 男   | 63       | 1937年5月16日  | 2012年11月11日（75歲）  |
| 第23屆   | 2000年7月 | 工程科學組       | 劉炯朗     | 男   | 66       | 1934年10月25日 | 2020年11月7日（86歲）   |
| 第24屆   | 2002年7月 | 數理科學組       | 卞學鐄     | 男   | 83       | 1919年1月18日  | 2009年6月20日（90歲）   |
| 第24屆   | 2002年7月 | 人文及社會科學組 | 勞思光     | 男   | 75       | 1927年9月3日   | 2012年10月21日（85歲）  |
| 第24屆   | 2002年7月 | 人文及社會科學組 | 龔煌城     | 男   | 68       | 1934年12月10日 | 2010年9月11日（75歲）   |
| 第24屆   | 2002年7月 | 生命科學組       | 孫同天     | 男   | 55       | 1947年2月20日  | 2022年5月26日（75歲）   |
| 第25屆   | 2004年7月 | 生命科學組       | 寬仁       | 男   | 66       | 1938年1月27日  | 2022年5月18日（84歲）   |
| 第25屆   | 2004年7月 | 數理科學組       | 廖國男     | 男   | 59       | 1944年11月16日 | 2021年3月20日（76歲）   |
| 第26屆   | 2006年7月 | 人文及社會科學組 | 夏志清     | 男   | 85       | 1921年1月11日  | 2013年12月29日（92歲）  |
| 第26屆   | 2006年7月 | 數理科學組       | 陳守信     | 男   | 71       | 1935年3月5日   | 2021年6月26日（86歲）   |
| 第26屆   | 2006年7月 | 數理科學組       | 朱時宜     | 男   | 72       | 1943年1月8日   | 2021年8月7日（87歲）    |
| 第27屆   | 2008年7月 | 生命科學組       | 蔣觀德     | 男   | 50       | 1958年9月23日  | 2013年1月27日（54歲）   |
| 第27屆   | 2008年7月 | 生命科學組       | 林仁混     | 男   | 72       | 1935年12月24日 | 2016年4月1日（80歲）    |
| 第28屆   | 2010年7月 | 數理科學組       | 張永山     | 男   | 78       | 1932年11月12日 | 2011年8月2日（78歲）    |
| 第28屆   | 2010年7月 | 生命科學組       | 錢永健     | 男   | 58       | 1952年2月1日   | 2016年8月24日（64歲）   |
| 第28屆   | 2010年7月 | 生命科學組       | 蔡明哲     | 男   | （67）   | 1943年         | 2023年11月29日（80歲）  |
| 第28屆   | 2010年7月 | 數理科學組       | 張石麟     | 男   | （63）   | 1946年         | 2016年12月1日（70歲）   |
| 第29屆   | 2012年7月 | 生命科學組       | 謝道時     | 男   | 64       | 1948年3月16日  | 2016年8月4日（68歲）    |
| 第29屆   | 2012年7月 | 數理科學組       | 江博明     | 男   | 72       | 1940年8月24日  | 2016年12月1日（76歲）   |
| 第29屆   | 2012年7月 | 人文及社會科學組 | 朱雲漢     | 男   | 56       | 1956年2月3日   | 2023年2月5日（67歲）    |
| 第29屆   | 2012年7月 | 工程科學組       | 馬佐平     | 男   | 66       | 1945年11月13日 | 2021年4月6日（75歲）    |
| 第30屆   | 2014年7月 | 人文及社會科學組 | 曾永義     | 男   | 73       | 1941年4月4日   | 2022年10月10日（81歲）  |
| 第32屆   | 2018年7月 | 數理科學組       | 蔡安邦     | 男   | 60       | 1958年12月26日 | 2019年5月25日（60歲）   |

## 名譽院士
2016年7月，院士會議前，有數理科學組5人（另已過世2人）、生命科學組6人（另已過世1人）、人文及社會科學組2人。院士會議時，選出2位工程科學組的名譽院士：美國國家工程學院院長克萊頓·丹尼爾·莫特，及2014年諾貝爾物理學獎得主日本教授中村修二。

## 院士紀錄

### 年齡
最年輕當選的院士
- 數理科學組：李政道（第2屆），約31歲4個月
- 工程科學組：孔祥重（第18屆），約44歲8個月
- 生命科學組：殷宏章（第1屆），約39歲6個月
- 人文及社會科學組：劉遵義（第14屆），約37歲7個月

最年長當選的院士
- 數理科學組：林同驊（第21屆），約85歲1個月
- 工程科學組：劉錦川（第30屆），約76-77歲
- 生命科學組：林仁混（第27屆）或王學荊（第28屆），約72-73歲[註 1]
- 人文及社會科學組：王澤鑑（第34屆），約86歲1個月

最長壽的院士
- 數理科學組：蘇步青（第1屆），約100歲6個月
- 工程科學組：葉玄（第8屆），最年長且至今健在
- 生命科學組：貝時璋（第1屆），約106歲
- 人文及社會科學組：馬寅初（第1屆），約99歲10個月

最早逝的院士
- 數理科學組：薩本棟（第1屆），約46歲6個月
- 工程科學組：馬佐平（第29屆），約75歲5個月
- 生命科學組：蔣觀德（第27屆），約54歲4個月
- 人文及社會科學組：梁思永（第1屆），約49歲4個月

在任時間最長的院士
- 數理科學組：楊振寧（第2屆），現任、李政道（第2屆），約66歲4個月
- 工程科學組：馮元楨（第7屆），約51年5個月
- 生命科學組：貝時璋（第1屆），約61年6個月
- 人文及社會科學組：鄒至莊（第8屆），現任

在任時間最短的已故院士
- 數理科學組：梅貽琦（第4屆），約3個月
- 工程科學組：馬佐平（第29屆），約8年9個月
- 生命科學組：蔣觀德（第27屆），約4年6個月
- 人文及社會科學組：傅斯年（第1屆），約2年8個月

### 性別
第一位女院士
- 數理科學組：吳健雄（第2屆）
- 工程科學組：胡玲（第25屆）
- 生命科學組：黃周汝吉（第14屆）
- 人文及社會科學組：卞趙如蘭（第18屆）

最年輕當選的女院士
- 數理科學組：吳健雄（第2屆），約45歲10個月
- 工程科學組：孟懷縈（第28屆），約49歲6個月
- 生命科學組：黃以靜（第20屆），約46歲10個月
- 人文及社會科學組：劉翠溶（第21屆）或李惠儀（第30屆），約54至55歲[註 2]

最年長當選的女院士
- 數理科學組：王瑜（第28屆），約66-67歲
- 工程科學組：金智潔（英语：Tsu-Jae_King_Liu）（第34屆），約59-60歲
- 生命科學組：周芷（第30屆），約70-71歲
- 人文及社會科學組：卞趙如蘭（第18屆），約68歲2個月

### 親屬關係
父子同為院士
- 錢思亮（第5屆數理科學組）、錢煦（第11屆生命科學組）
- 吳憲（第1屆數理科學組）、吳瑞（第14屆生命科學組）
- 徐賢修（第13屆數理科學組）、徐遐生（第18屆數理科學組）
- 朱汝瑾（第5屆數理科學組）、朱棣文（第20屆數理科學組）
- 薩本棟（第1屆數理科學組）、薩支唐（第22屆工程科學組）

父女同為院士
- 趙元任（第1屆人文及社會科學組）、卞趙如蘭（第18屆人文及社會科學組）

兄弟同為院士
- 梁思成（第1屆人文及社會科學組）、梁思永（第1屆人文及社會科學組）
- 李遠川（第20屆生命科學組）、李遠哲（第13屆數理科學組）、李遠鵬（第27屆數理科學組）
- 陳建仁（第22屆生命科學組）、陳建德（第23屆數理科學組）
- 楊祖佑（第19屆工程科學組）、楊祖保（第27屆工程科學組）
- 錢永佑（第21屆生命科學組）、錢永健（第28屆生命科學組）

姊弟同為院士
- 陳鈴津（第31屆生命科學組）、陳垣崇（第24屆生命科學組）

堂兄弟同為院士
- 林同棪（第9屆數理科學組）、林同驊（第21屆數理科學組）

表兄弟同為院士
- 陳寅恪（第1屆人文及社會科學組）、俞大紱（第1屆生命科學組）

夫婦同為院士
- 袁家騮（第3屆數理科學組）、吳健雄（第2屆數理科學組）
- 黃秉乾（第16屆生命科學組）、黃周汝吉（第14屆生命科學組）
- 詹裕農（第22屆生命科學組）、葉公杼（第22屆生命科學組）
- 卞學鐄（第24屆數理科學組）、卞趙如蘭（第18屆人文及社會科學組）
- 李文華（第20屆生命科學組）、潘玉華（第24屆生命科學組）

岳父和女婿同為院士
- 王世杰（第1屆人文及社會科學組）、艾世勛（第9屆生命科學組）
- 陳省身（第1屆數理科學組）、朱經武（第17屆數理科學組）
- 湯佩松（第1屆生命科學組）、沈元壤（第18屆數理科學組）[14]
- 趙元任（第1屆人文及社會科學組）、卞學鐄（第24屆數理科學組）

平輩姻親同為院士
- 俞大紱（第1屆生命科學組）、傅斯年（第1屆人文及社會科學組，俞之妹夫）
- 劉昉（第23屆生命科學組）、謝道時（第29屆生命科學組，劉之連襟）[15]

### 獎項
- 諾貝爾物理學獎、化學獎的8位華人得主都是中央研究院院士。其中楊振寧、李政道、錢永健是獲獎後才當選。
- 沃爾夫獎的8位華人得主中，只有鄧青雲和袁隆平二人不是院士。其中錢永健、楊祥發是獲獎後才當選。
- 邵逸夫獎的5位華人得主中，有陳省身、徐遐生、簡悅威等3位院士。
- 拉斯克獎的四位華人得主中，有李卓皓和簡悅威等2位院士。
- IEEE榮譽獎章的三位華人得主中有卓以和和胡正明等2位院士。
- 菲爾茲獎的2位華人得主中有丘成桐一位院士（獲獎後才當選）。
- 圖靈獎的唯一華人得主姚期智是院士。

## 條目
- 中央研究院
  - 中央研究院第一届院士
- 中华人民共和国两院院士制度
  - 中國科學院院士
  - 中國工程院院士